# Currant
Currant é uma pequena vila no condado de Nye no estado do Nevada, nos Estados Unidos.

## Geografia
Fica localizada na U.S. Route 6 .

## História
A localidade foi fundada em 1868 e várias famílias de rancheiros passaram aí a viver. Em 1883, a população de Currant era de 50 habitantes e possuía lojas, um salloon e outros edifícios. Em 1914, foi descoberto ouro num dos ranchos das vizinhanças, mas a atividade mineira nunca foi predominante na localidade que continuou a viver da agricultura, por isso não foi muito afetada com o encerramento da mina. Hoje possui 65 habitantes. A maioria dos residentes trabalha em pequenos poços de petróleo, situados a sul..

## Transportes
Currant é servida pelo Currant Ranch Airport, a cerca de 2 quilómetros da vila. O aeroporto com o código 9U7 pertence à US Bureau Of Land Management foi aberto em agosto de 1964. .